# Anello Arago
L'anello Arago, che ebbe come designazione provvisoria 1989 N4R, è situato attorno a Nettuno.

## Nome
Porta il nome dell'astronomo François Arago.

## Caratteristiche
L'anello Arago orbita ad una distanza dal centro di Nettuno di 57 200 km; è largo meno di 100 km.

## Scoperta
Fu scoperto grazie all'analisi delle foto prese dal Voyager 2 durante il sorvolo del sistema nettuniano nel 1989.